# 高鍋インターチェンジ
高鍋インターチェンジ（たかなべインターチェンジ）は、宮崎県児湯郡高鍋町にある東九州自動車道のインターチェンジである。高鍋市街から小丸川をはさんで北側、川南町と木城町の境に近い場所に位置し、宮崎県道308号高鍋インター線（後述）を経由して宮崎県道19号石河内高城高鍋線に接続する。

## 歴史
- 2000年（平成12年）5月：高鍋IC - 西都IC間着工開始[1]。
- 2005年（平成17年）10月18日：東九州自動車道新設工事（高鍋IC - 西都IC間）ならびにこれに伴う町道および農業用道路付替工事について国土交通大臣より土地収用法に基づく事業認定が公示される[2]。
- 2007年（平成19年）4月26日：東九州自動車道新設工事（都農IC - 高鍋IC間）ならびにこれに伴う町道および農業用道路付替工事について国土交通大臣より土地収用法に基づく事業認定が公示される[3]。
- 2010年（平成22年）
  - 6月15日：NEXCO西日本が開通日を同年7月17日と発表。同時に高速道路無料化社会実験の対象区間に追加[4]。
  - 7月17日：高鍋IC - 西都IC間開通に伴い、供用開始した[4][5]。総事業費は約331億円。高鍋町周辺が口蹄疫の発生区域[6]であったため、開通式典は実施されなかった[7]。
  - 8月28日：口蹄疫からの復興を祈願した「がんばろう宮崎！復興イベント」内で高鍋ICの開通式典を実施[8]。
- 2012年（平成24年）12月22日：都農IC - 高鍋IC間開通[5][9]。

## 周辺
- 高鍋湿原
- 高鍋温泉
- 高鍋大師
- 東児湯消防組合消防本部
- 高城川古戦場

一般に耳川の戦いとして知られる一連の戦の主戦場。高城川とは現在の小丸川のこと。
- 宗麟原供養塔
- 宮崎県立農業大学校・宮崎県農業科学公園
- 宮崎県家畜改良事業団
- 木城町役場
- 木城温泉

## 接続する道路

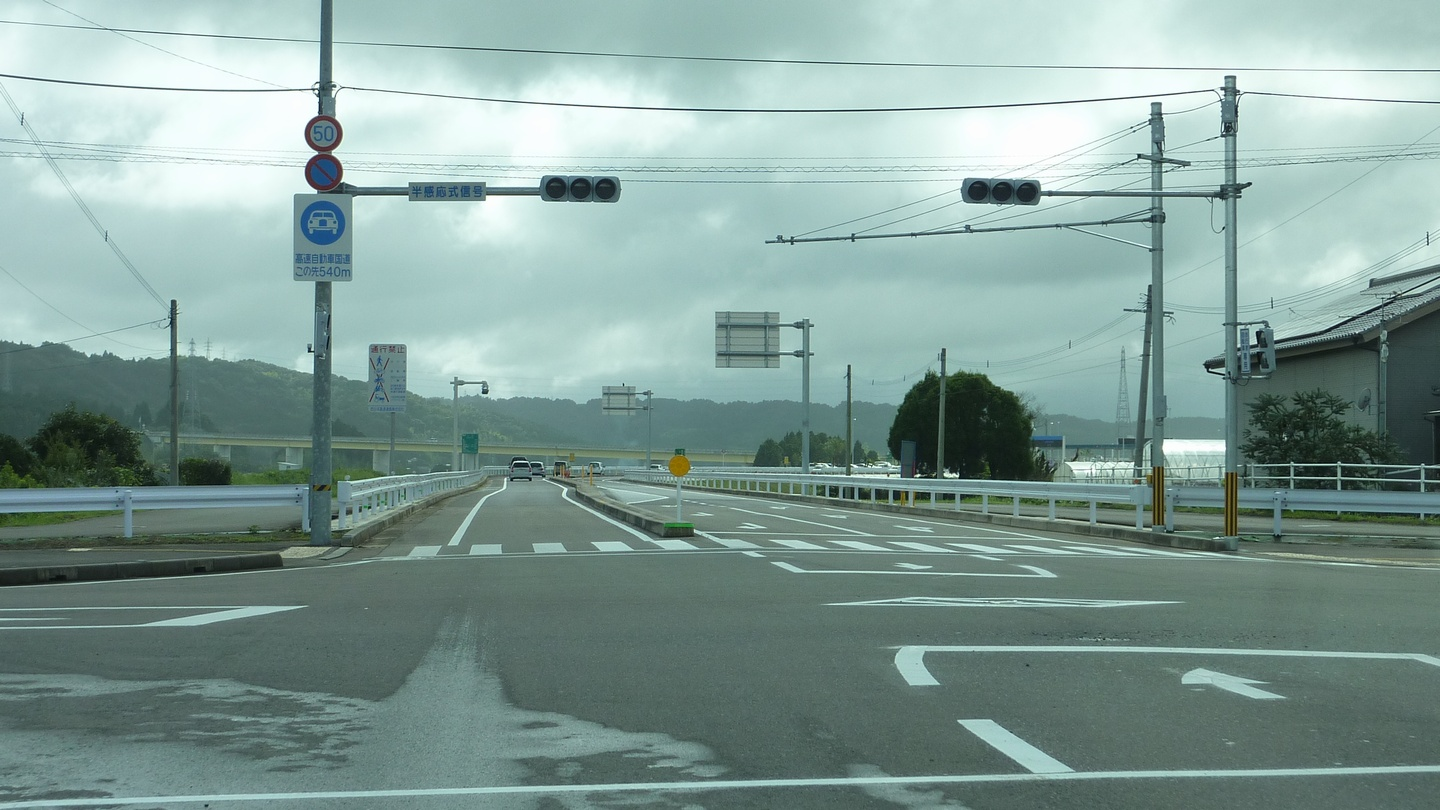
県道高鍋インター線（県道石河内高城高鍋線から高鍋IC方向）

- 直接接続
  - 宮崎県道308号高鍋インター線

高鍋ICと一体化した構造であり、信号交差点にて宮崎県道19号石河内高城高鍋線と接続。なお、交差点では県道19号が折れる形になっている。

- 間接接続
  - 宮崎県道19号石河内高城高鍋線
高鍋ICというIC名でありながら高鍋町中心部へのアクセスには小丸川を渡る橋が同IC近くにない為、県道19号を道なりに南東へ大回りする必要がある。多くの地図上でICのすぐ東に描かれている竹鳩（だけく）橋は沈下橋で、2t制限、離合不可なので注意が必要である。反面、隣の木城町の中心部はICのすぐ西側に位置しておりアクセス良好である。

## 料金所
- ブース数：4

### 入口
- ブース数：2
  - ETC専用：1
  - 混在：1

### 出口
- ブース数：2
  - ETC専用：1
  - 一般：1

## 県道高鍋インター線
宮崎県道308号高鍋インター線（みやざきけんどう308ごう たかなべインターせん）は、高鍋ICの料金所と宮崎県道19号石河内高城高鍋線を結ぶ、総延長 507mの一般県道である。2000年4月13日に路線認定され、2010年7月1日の区域決定を経て、高鍋ICの開通日である同年7月17日に供用開始された。道路地図によっては高鍋ICの一部として書かれることがある。

### 起点・終点
- 起点：宮崎県児湯郡高鍋町大字上江字竹鳩4459番2地先
- 終点：宮崎県児湯郡高鍋町大字上江字五郎丸河原4764番2地先

## ギャラリー

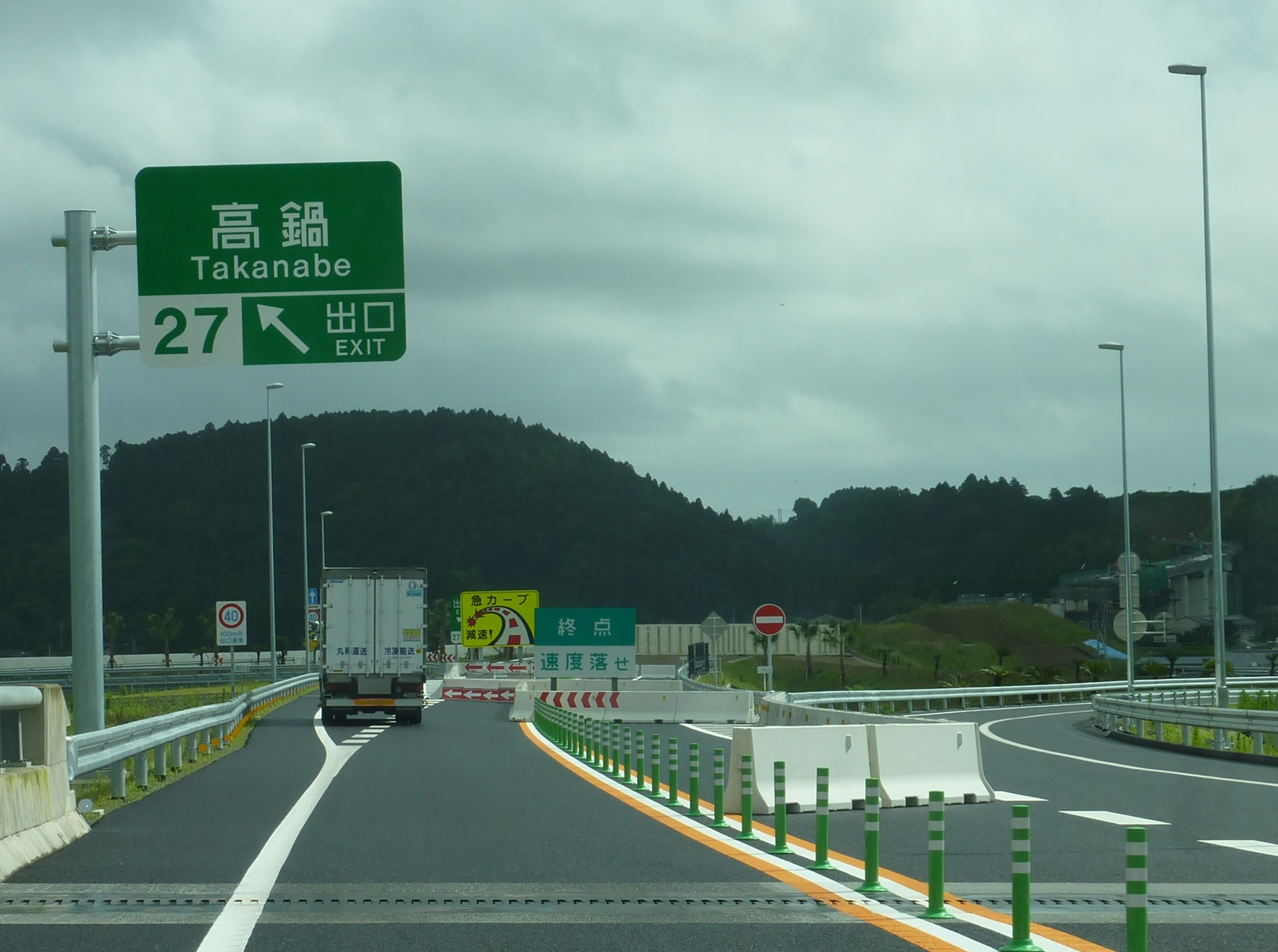
高鍋IC付近。延岡方面へ延伸前の当時の様子 （2010年7月18日）

## 隣
E10 東九州自動車道
(26) 都農IC - 川南PA - (27)高鍋IC - 新富SIC（事業中） - (28)西都IC